# Nuoro (stad)
Nuoro (Sardisch: Nùgoro) is een stad in de Italiaanse autonome regio Sardinië. Het is bovendien de hoofdstad van de provincie Nuoro. De naam van de stad wordt ook wel geschreven als Nùoro. Het wordt dan ook uitgesproken met de klemtoon op de eerste lettergreep, hetgeen in het Italiaans ongebruikelijk is.
Nuoro is met zijn 36.000 inwoners een van de kleinste provinciehoofdsteden van Italië. De stad ligt op een hoogvlakte aan de voet van de 600 meter hoge Ortobene.
De stad die al sinds de 9e eeuw een centrale functie op Sardinië heeft, beleefde haar voornaamste bloeitijd op cultureel gebied pas in de 19e en 20e eeuw. en stond in die tijd bekend als het Athene van Sardinië.

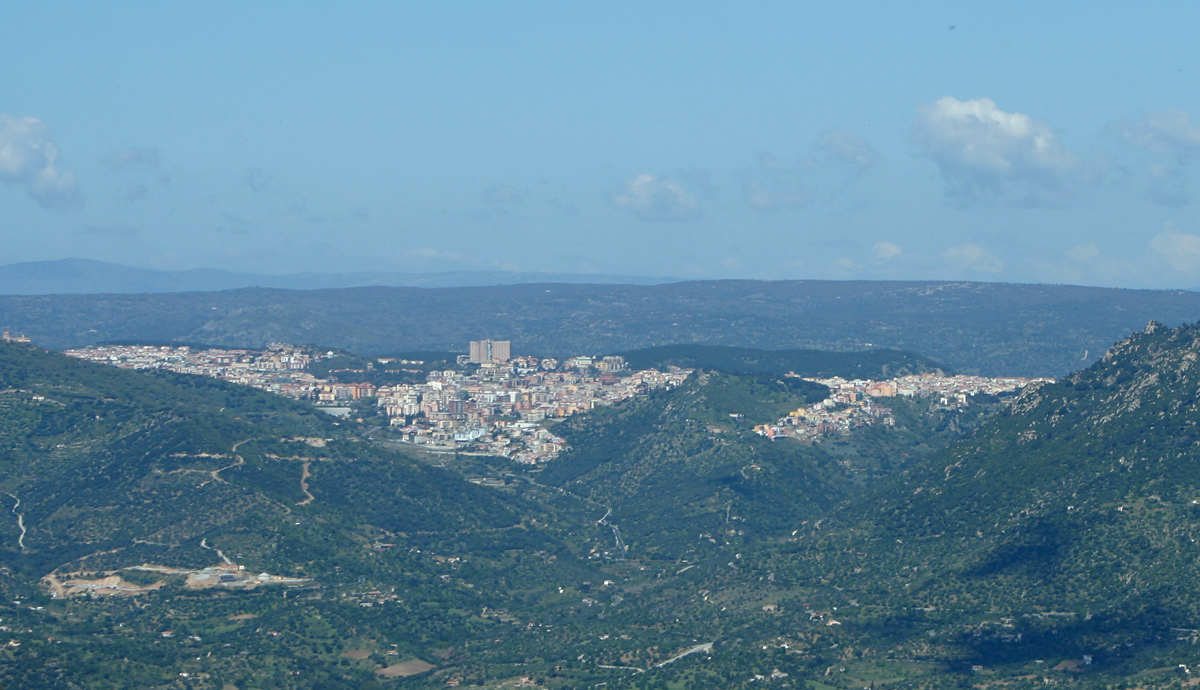
Zicht op Nuoro

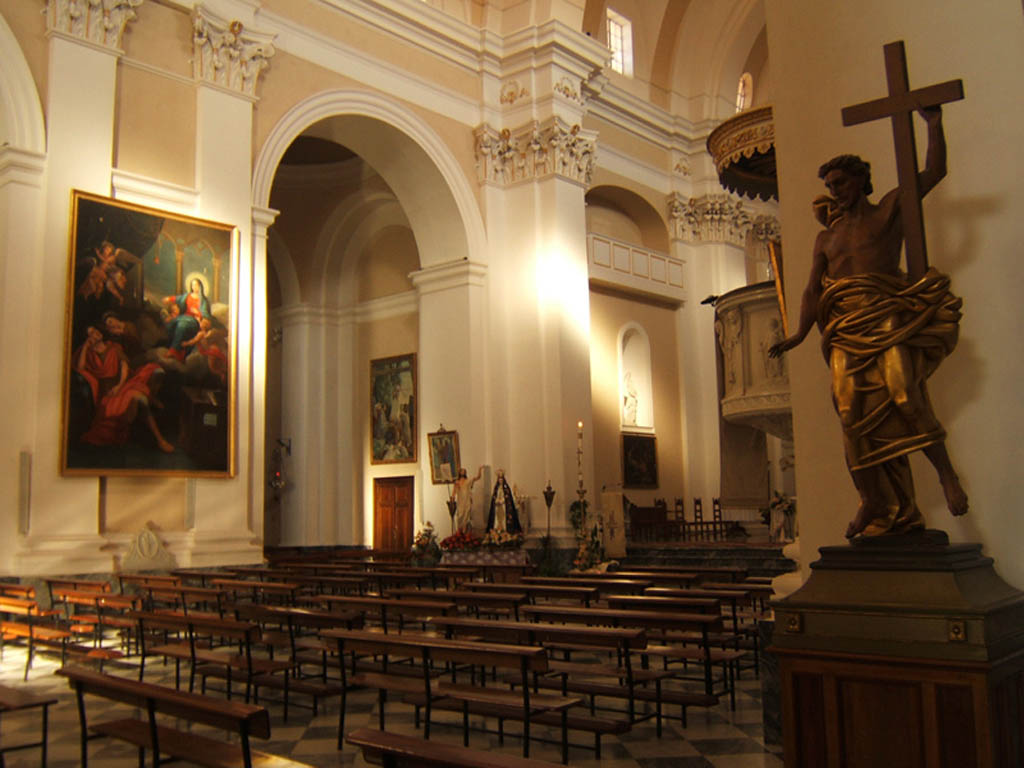
Interieur van de kathedraal Santa Maria della Neve

## Geboren
- Grazia Deledda (1871-1936), schrijfster en Nobelprijswinnares (1926)